# Lady of the Night (canción)
«Lady of the Night» (en español: «Dama de la noche») es el segundo y último sencillo del álbum Lady of the Night de la cantante Donna Summer. Tuvo una difusión y éxito menor que el sencillo anterior. Fue lanzado bajo el sello Groovy y fue escrita por Pete Bellotte y Giorgio Moroder como la mayoría de las canciones del álbum. Alcanzó el #40 en Alemania, el #6 en Austria y el #4 en los Países Bajos.
El lado B corresponde a la canción "Wounded", también escrita por Bellotte con Moroder. Al año siguiente fue lanzado el sencillo "Virgin Mary", el cual antecedió al exitoso "Love to Love You Baby", el cual entró al top 10 en varios países.

## Sencillos
- NL 7" single (1974) Groovy GR 1208[2]

1. «Lady of the Night» - 3:58
2. «Wounded» - 2:43

- GE 7" single (1974) Atlantic ATL 10 582[3]

1. «Lady of the Night» - 3:54
2. «Wounded» - 2:40

## Posicionamiento
| Listas (1974-76)                   | Mejor posición |
| ---------------------------------- | -------------- |
| Austria (Ö3 Austria Top 40)        | 6              |
| Bélgica (Valonia) (Ultratop 50)    | 8              |
| Bélgica (Flandes) (Ultratop 50)    | 3              |
| Alemania (Media Control AG)        | 40             |
| Países Bajos (Mega Single Top 100) | 4              |
| Países Bajos (Dutch Top 40)        | 4              |